# Приходько Віктор Андрійович
Приходько Віктор Андрійович (Народився 5 травня 1944 в селі Бакаївка, Ічнянський район, Чернігівська область — помер 29 лютого 2004) — український політик, кандидат економічних наук; колишній народний депутат України.

## Життєпис
Народився в селянській сім'ї; українець; одружений; має дочку та сина.
Закінчив Львівський обліково-кредитний технікум (1961–1963); Київський інститут народного господарства, економіст.
- З 1963 — кредитний інспектор відділення Держбанку Бобровицького району.
- З 1965 — старший кредитний інспектор Срібнянського відділення Держбанку Чернігівської області.
- З 1969 — керівник Лосинівського відділення Держбанку СРСР, Ніжинський район.
- З 1974 — керівник Носівського відділення Держбанку СРСР.
- З 1977 — голова колгоспу «Комуніст», село Рівчак-Степанівка Носівського району.
- З 1985 — секретар, другий секретар Носівського райкому КПУ.
- З лютого 1987 — голова Носівського райвиконкому.
- З квітня 1990 — голова Носівської райради, з 1991 — також голова виконкому райради.

Член КПРС (1966–1991).

## Політик
Народний депутат України 12 скликання з 03.1990 (2-й тур) до 04.1994, Носівський виборчій округ № 447, Чернігівська область. Голова підкомітету з питань бюджету Комісії з питань планування, бюджету, фінансів і цін. Група «Рада».

## Відзнаки
- Орден «Знак Пошани».

## Джерело
- Довідка